# Foresis

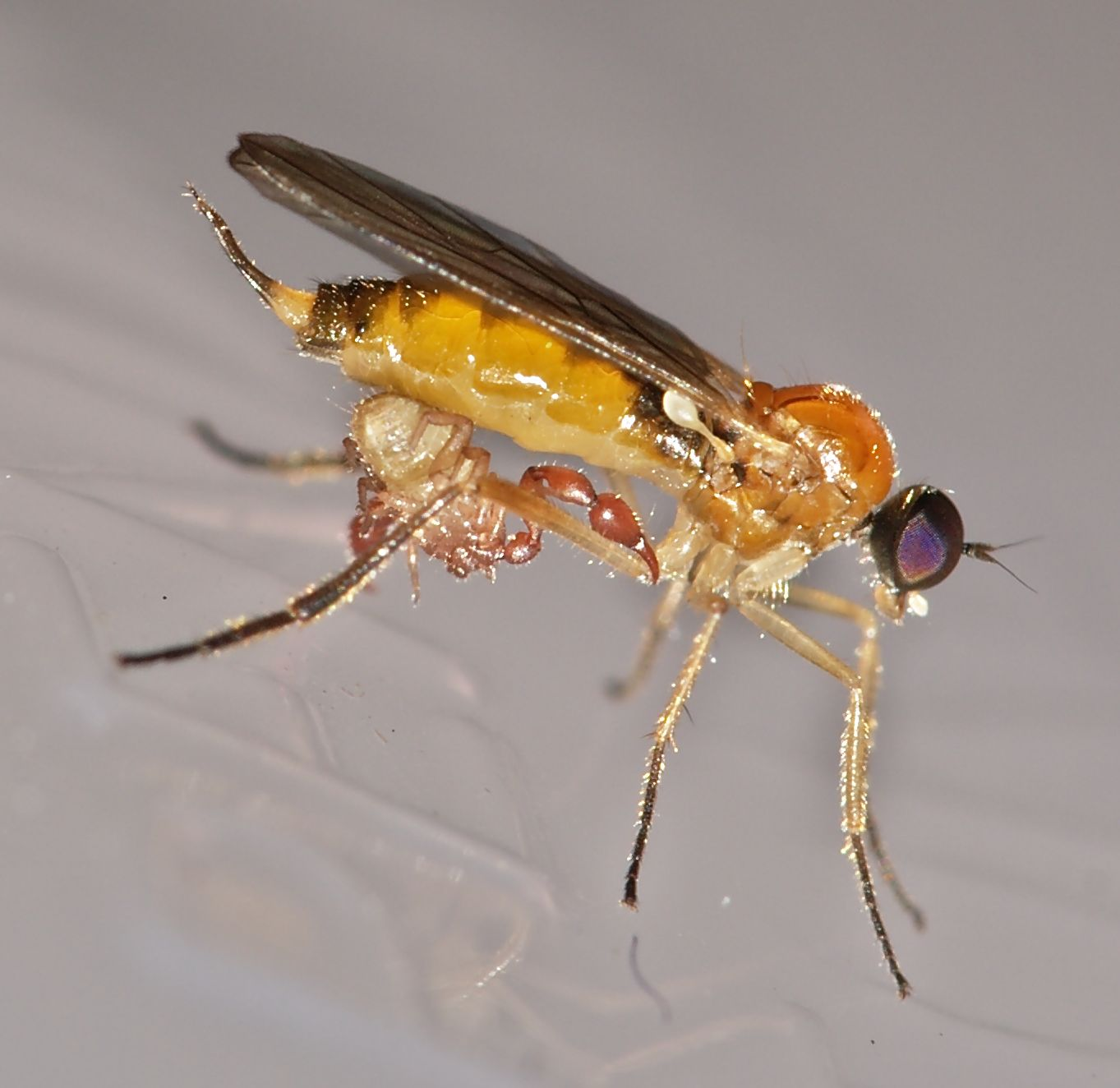
Pseudoscorpión siendo transportado por una mosca del género Leptopeza

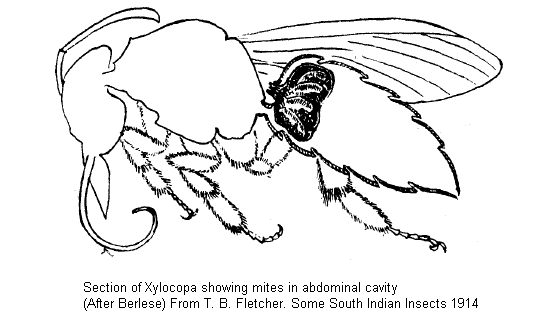
Acarinario de abeja carpintera, Xylocopa

En biología el término foresis se refiere a un tipo de comensalismo en que individuos de una especie usan los de otra especie como medio de transporte. Algunos ejemplos son: la rémora sobre el tiburón o los ácaros sobre el escarabajo Necrophila americana y otros escarabajos carroñeros; también los ácaros sobre insectos himenópteros (muchas especies de abejas y avispas).
Se conocen ejemplos fósiles de foresis de hace 320 millones de años.
En algunos casos este fenómeno es beneficioso mutualmente. Por ejemplo, algunos himenópteros poseen un órgano llamado acarinario para llevar a los ácaros foréticos. Se piensa que los ácaros se alimentan de hongos o parásitos del nido de la abeja.
No es foresis todo lo que parece, entre los percebes o las rémoras que se unen a otros animales marinos no es de ese tipo, así como  la relación entre una pulga y un perro que se conoce como comensalismo.

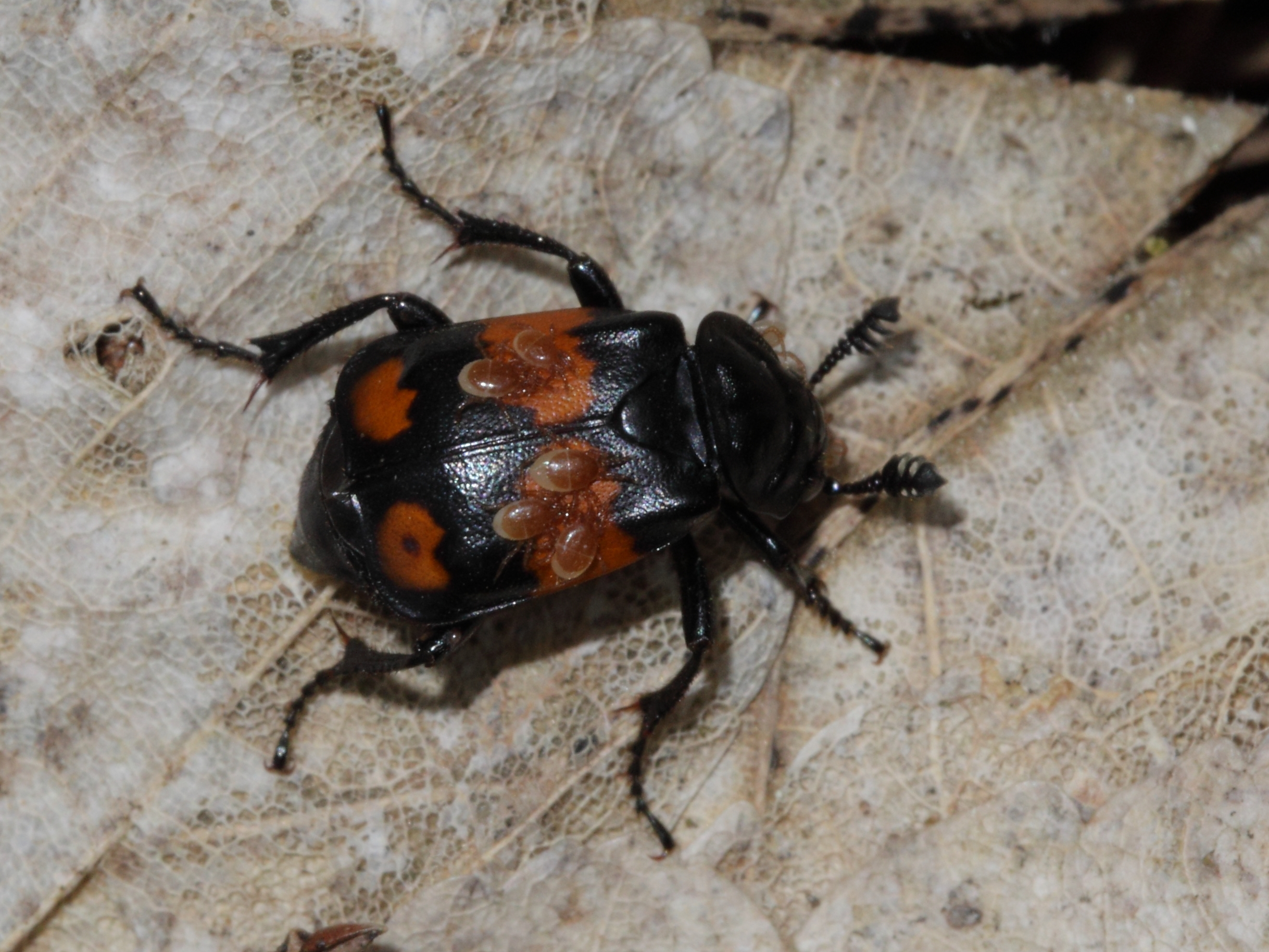
Ácaros foréticos en Nicrophorus vespillioides